# セシル＝ロザリー・プレヴォー
セシル＝ロザリー・プレヴォー（Cécile-Rosalie Prévost, 1783年7月12日 パリ - 1866年2月22日 パリ）は、19世紀のフランス人女性。結婚に伴いドイツ貴族のザルム＝キルブルク侯夫人（Rheingräfin und Fürstin zu Salm-Kyrburg）となった。

## 生涯
徴税請負人でフランス王の厩舎長の地位を有したガブリエル・プレヴォーと、その妻ジョゼフィーヌ＝セシル・ドートリーの間の娘。父は1768年7月7日ルイ15世王より、フォンテーヌブロー近郊に有していた所領の名に因むド・ボルドー男爵（baron[ne] de Bordeaux）位を与えられ、以後一家は全員がこの爵位を称した。フランス革命が起きると父の築いた財産は失われ、両親は離婚した。セシル＝ロザリーは1801年7月26日（革命暦9年テルミドール8日）、ルーヴシエンヌでフランス軍の陸軍大佐ノエル・エティエンヌ・バブロー（Noël Étienne Bablot）と結婚したが、夫婦関係はやがて破綻した。
「バブロー夫人」セシル＝ロザリーは1810年、その年の12月14日の21歳の誕生日にようやく成年に達したと認められた、小国ザルム侯国の共同君主フリードリヒ4世と知り合った。もっとも、彼の侯国はその誕生日の前日にフランスに併合された。家族や側近たちはフリードリヒに、何としても奪われた領邦主権と収入源たる領地を取り戻すことに全精力を傾けるよう励ました。ところが彼にはその気はなく、むしろナポレオン皇帝のお気に入りとなったことを利用して、フランス軍の連隊長に昇進したいと願っていた。そしてまた、「バブロー夫人にたぶらかされる」ことの無いようにという周囲の助言をきっぱりと撥ねつけ、セシル＝ロザリーとの恋愛関係を続けた。
フリードリヒの育ての母で彼が「ママ」と呼んでいた一方、権高な人柄で目の上のたん瘤のような存在でもあった叔母のホーエンツォレルン＝ジグマリンゲン侯妃アメリーは、甥の若き侯爵と6歳年上の既婚婦人との間柄が、ひょっとすると貴賤結婚という「おぞましい結末」になりはすまいかと心配していた。侯妃は甥のために家柄の釣り合う花嫁候補を紹介したが、フリードリヒはお見合い相手をすぐに追い払った。叔母はまた、若いフリードリヒが1794年に刑死した父親から多額の債務と大勢いる一族への扶養料、そして給与を必要とする家臣団を相続しており、恋愛のために多くの支出をして経済的に苦しむのではないかという点でも心配していた。こうした心配はすぐに現実のものとなった。侯爵は金銭的なことに疎いのに物価の高いパリで身の丈に合わない豪華な生活を送り、経済的に苦しくなったにもかかわらず、恋人のセシル＝ロザリーに地所をプレゼントしたのである。しかし、パリでザルム＝キルブルク侯の代理公使をしていたルートヴィヒ・ベネディクト・フランツ・フォン・ビルダーベックは、セシル＝ロザリーを「賢く温和で常に平常心を失わない、精神的に非常に熟達した女性で、才能に溢れ、醸す雰囲気も素晴らしい」と称賛している。
フランスの民法規定に則り、2人は1814年12月30日にパリのノタール・カミュザ（Notar Camusat）で結婚の登記を行い、翌年1月11日にパリ2区のマリー教会で宗教婚を行った。結婚生活は初めのうちは上手くいった。ドイツのアハウス城とパリの外れのオルメッソン＝シュル＝マルヌの屋敷を行ったり来たりする中で、侯爵夫妻は他の上流貴族の家庭と比べれば質素な生活を送った。1822年10月3日、婚姻契約書が取り交わされ、侯爵が先に死んだ場合、侯爵夫人は年額6000グルデンの寡婦年金を終身で受け取ることが取り決めされた。子供の無い夫妻は1人の男の子を養子にしたが、1823年11月5日に侯家の跡取りとなる男子が生まれ、フリードリヒ（5世）と名付けられた。1829年3月29日、セシル＝ロザリーは1万8000フランを投じてモンモランシーにある城館を購入した。夫妻は夫婦別産制を採っており、この城館は夫人の所有だったが、夫妻でこの城で晩年を送った。夫の侯爵は1859年、自身の所有するフォンテーヌブローの屋敷で心筋症のために亡くなった。
セシル＝ロザリーは侯爵の（身分上も）正統な配偶者として認められようとしたが、復古王政時代の貴族社会では難しいことだった。彼女は1818年及び1819年ルイ18世に、1826年にはその跡継ぎのシャルル10世に、宮廷への参内の許しを得ようとしたが、いずれも拒絶された。しかし、バイエルン王ルートヴィヒ1世はセシル＝ロザリーに、ミュンヘンの聖アンナ教会の参事会員の地位を授与している。彼女は夫と共にパリのピクピュス墓地に葬られた。

## 子孫
一人息子のフリードリヒ5世（1823年 - 1887年）はドイツ連邦軍のホーエンツォレルン＝ジグマリンゲン侯国分隊所属の（名誉的な）陸軍大尉の肩書を持つ一方、プロイセン軍に所属してカール・フォン・ライアー将軍指揮下の参謀本部で将校として勤務した。フリードリヒ5世は両親とは違い、諸侯に相応しい同格出生の婚姻をした。1844年3月21日、フリードリヒ4世の従兄であるトゥアール公シャルルの娘で、又従妹のエレオノール公女（1827年 - 1846年）と結婚したのである。しかし息子夫婦の一人息子フリードリヒ6世（1845年 - 1905年）が平民との貴賤結婚をしたため、ザルム＝キルブルク家の家名は1905年に途絶えることとなる。

## 引用・脚注
1. ↑  Salm-Kirbourg (Cécile-Rosalie, baronne de Bordeaux, princesse douairière de), reçue en 1827, décédée en Mars 1866. In: André F. Borel d’Hauterive (Hrsg.): Annuaire de la noblesse de France et des maisons souveraines de l’Europe. Henri Plon, Paris 1867, S. 224 (Google Books, Digitalisat)
2. ↑  Salm-Kyrburg. Friedrich Ernst Joseph August, Erbprinz, geb. 5. Nov. 1823, Hauptmann à la suite im Bundescontingent von Hohenzollern. In: Genealogisches Jahrbuch des deutschen Adels. J. F. Cast’sche Buchhandlung, Stuttgart 1845, S. 171 (Google Books)